# Aleksandar Stankov
Aleksandar Stankov (født 19. februar 1991 i Štip) er en makedonsk professionel fodboldspiller, der spiller for HB Tórshavn. Han er tvillingebror til en anden makedonsk ungdomslandsholdsspiller Antonio Stankov. Som han spillede sammen med i Viborg FF. I Viborg fik han kælenavnet sølvræven på grund af hans grå hår.

## Karriere

### Roda
Stankov optrådt som ungdomsspiller for hollandske Roda, men slog aldrig igennem på førsteholdet som seniorspiller. I sæsonen 2011/12 var han udlejet til FC Oss i den næstbedste hollandske række.

### Hobro IK
I november 2012 debuterede Stankov med en scoring for den danske 1. divisionsklub Hobro IK mod Lyngby BK. Han havde selv kontakten klubben og tilbudt at spille som amatør efteråret ud. Stankov imponerede i sine tre optrædener for Hobro, hvor det blev til to scoringer, hvorfor klubben ønskede at forlænge aftalen med makedoneren. Det lykkedes dog ikke at få forlænget aftalen, hvorefter Stankov fra starten af 2013 skiftede til Viborg FF.

### Viborg FF
1. divisionsklubben Viborg FF meddelte den 13. december 2012 at man havde indgået en aftale med Stankov gældende fra 2013 frem til sommeren 2014. Han debuterede for klubben den 24. marts 2013 i forårspremieren mod FC Hjørring, hvor han blev skiftet ind i 2. halvleg. I sin tredje kamp for klubben scorede han sit første mål, da han blev matchvinder i en 1-0 sejr over AB.
Han var med til at sikre klubben oprykning til Superligaen i sommeren 2013, hvor han spillede 11 kampe og scorede 2 mål for klubben i forårssæsonen.
Efter oprykningen til Superligaen fortsatte Stankov med at være et godt aktiv for Viborg FF, hvilket i januar 2014 resulterede i en forlængelse af aftalen med klubben frem til sommeren 2017.
Den 15. august 2015 blev han udlejet til AC Horsens for resten af efterårssæsonen.
Den 29. januar 2016 blev Aleksandar igen udlejet til AC Horsens. Lejeaftalen varede resten af sæsonen, hvorpå han vendte tilbage til Viborg.
Den 1. februar 2017 blev det offentliggjort at Stankov ikke var blevet registeret på klubbens spillerliste efter det overståede transfervindue, og derfor ikke ville kunne spille kampe i foråret.
Den 11. marts 2017 blev han udlejet til HB Tórshavn for resten af sæsonen.
Den 1. juli 2017 forlod Stankov Viborg FF ved kontraktudløb.

### HB Tórshavn
Den 9. juli 2017 skiftede Stankov til HB Tórshavn på en fri transfer.